# Émile-Édouard Mouchy

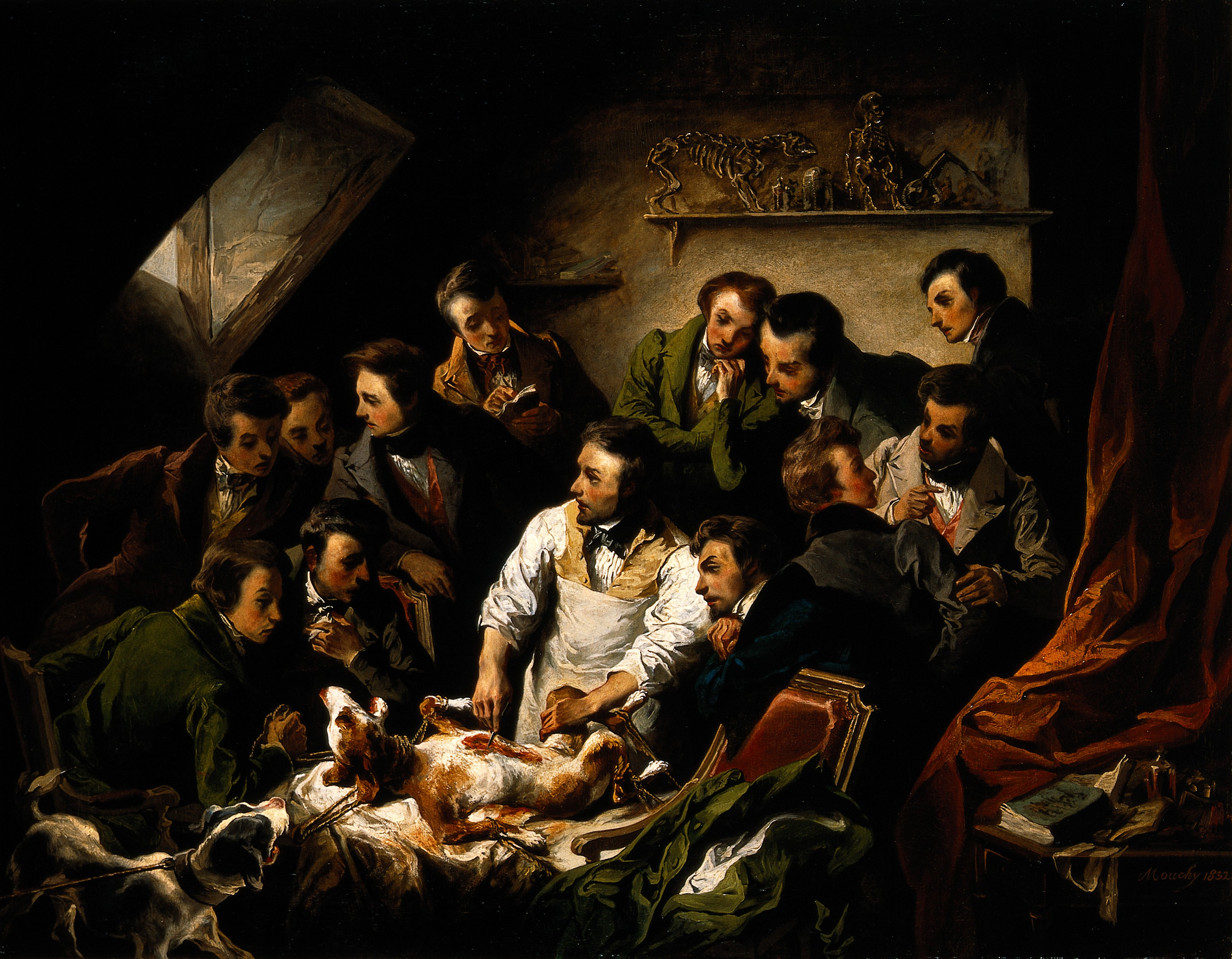
Une démonstration physiologique avec la vivisection d'un chien, 1832, Londres, Wellcome Library

Émile-Édouard Mouchy, né le 2 septembre 1802 à Paris et mort dans la même ville le 17 novembre 1859,; est un peintre français de la période romantique.

## Biographie
Mouchy est le fils de Jean-Baptiste-Madeleine Mouchy, employé à la Trésorerie nationale, et le petit-fils du sculpteur Louis-Philippe Mouchy.
Élève de Pierre-Narcisse Guérin, il se spécialise dans les scènes de genre et les peintures historiques, tout en s'adonnant au genre du portrait. Vivant rue de Seine à Paris, il expose régulièrement au Salon entre 1822 et 1854. 

## Œuvres
- Le Christ en croix, 1824, 276 x 194 cm, Beaune, hôtel-Dieu
- Une démonstration physiologique avec la vivisection d'un chien, 1832, 112 x 143 cm, Londres, Wellcome Library
- La mort de Thomas Becket, archevêque de Cantorbéry, sous le règne de Henri II, 1834, 115 x 148 cm, Orléans, musée des Beaux-Arts
- L'atelier de Nazareth, 1854, 163 x 130 cm, Beaune, collégiale Notre-Dame